# Lepteria viridicosta
Lepteria viridicosta là một loài bướm đêm trong họ Noctuidae.